# Auguste Beaumier
Auguste Beaumier (Marseille, 22 février 1823 - Bordeaux, 30 janvier 1876) est un explorateur et écrivain français.

## Biographie
Il est le fils d'un capitaine au long cours de Marseille. Après avoir appris l'arabe, il devient interprète à Mogador, Tanger, Tunis et Rabat (1847) puis est nommé consul à Mogador en 1865 et y officie jusqu'à sa mort.
Explorant les régions soumises à l'autorité du sultan, il visite à dos de cheval le littoral atlantique de Tetouan à Mogador et, en 1868, avec son épouse, Jeanne Pingot, voyage de Mogador à Marrakech avec retour par Safi.
Il dresse alors des rapports, itinéraires et cartes de ses périples qu'il envoie à la Société de géographie.
En outre, on lui doit de nombreuses traductions d'ouvrages historiques et littéraires arabes.

## Travaux
- Le Maroc, 1867
- Description sommaire du Maroc, 1868
- Itinéraire de Mogador à Maroc et de Maroc à Saffy, 1868
- Itinéraires de Tanger à Mogador, 1876